# Brâncuși din eternitate
Brâncuși din eternitate este un film românesc din 2014 regizat de Adrian Popovici. Rolurile principale au fost interpretate de actorii Ioan Andrei Ionescu, Iulia Verdeș, Claudiu Bleonț.

## Distribuție
Distribuția filmului este alcătuită din:
- Ioan Andrei Ionescu — Brâncuși
- Luca Rusu — Tânărul Jeannot
- Alexandru Potocean — Marin Etu
- Alexandru Isfan — Jeannot
- Vlad Rădescu — Secretarul de partid
- Andra Negulescu — Elaine
- Iulia Verdeș — Martha
- Claudiu Bleonț — Milarepa